# بياتريس من قشتالة (1303-1242)
بياتريس من قشتالة (1244/1242 - 27 أكتوبر 1303) هي الأبنة غير الشرعية للملك ألفونسو العاشر الحكيم ملك قشتالة، والزوجة الثانية لـ أفونسو الثالث ملك البرتغال،  ووالدة الملك دينيس ملك البرتغال.